# Уничтожение U-2 под Свердловском
Уничтоже́ние U-2 под Свердло́вском — один из эпизодов холодной войны, произошедший 1 мая 1960 года в период правления первого секретаря ЦК КПСС и председателя Совета министров СССР Никиты Хрущёва и президента США Дуайта Эйзенхауэра. В ходе инцидента в воздушном пространстве СССР был сбит самолёт-разведчик Lockheed U-2.
После инцидента первоначально США пытались отрицать существование, задание и цели самолёта, однако после предъявления советским правительством остатков сбитого самолёта и захваченного пилота Гари Пауэрса вынуждены были признать существование программы полётов самолётов-шпионов над СССР. Пауэрс был осуждён за шпионаж и приговорён к десяти годам заключения, однако 10 февраля 1962 года вместе с американским студентом-экономистом Фредериком Прайором был обменян на советского разведчика Рудольфа Абеля.
Инцидент произошёл за две недели до запланированной встречи между Востоком и Западом в Париже и стал серьёзным ударом по репутации США. Также он значительно осложнил отношения между СССР и США.

## Предыстория
В начале 1950-х годов США и СССР начали развивать системы термоядерного оружия. Учитывая высокую опасность и разрушительную силу первого удара таким оружием, президент США Д. Эйзенхауер на женевской встрече в верхах в 1955 году предложил концепцию «открытого неба». Проект предполагал разрешение взаимных инспекционных полётов как для США, так и для СССР. Советский лидер Н. С. Хрущёв отверг это предложение, что и побудило Эйзенхаура дать зелёный свет разработке и секретным полётам самолёта U-2.

### Отряд 10-10
Для фотосъёмки секретных объектов на чужих территориях с помощью самолётов U-2 был создан «Отряд 10-10». Официально подразделение называлось 2-й (временной) авиаэскадрильей метеоразведки WRS (P)-2 и, по легенде, было подчинено Национальному управлению по аэронавтике и исследованию космического пространства (НАСА). Самолёты этого авиаотряда постоянно выполняли разведывательные полёты вдоль границ СССР с Турцией, Ираном и Афганистаном. Полёты осуществлялись и над другими социалистическими странами. Приоритетной задачей был сбор сведений о расположенных на территории СССР радиостанциях, радиолокационных станциях и позициях ракетных комплексов различного назначения, в том числе противовоздушной обороны (ПВО).

### Полёты U-2 над СССР
4 июля 1956 года был совершён первый полёт U-2 над территорией СССР. Самолёт стартовал с американской авиабазы под Висбаденом (ФРГ) и произвёл полёт над Москвой, Ленинградом и Балтийским побережьем. Полёт прошёл удачно, самолёт не был обнаружен, а система ПВО не открыла огня. Мощная фототехника, установленная на U-2, позволяла получать снимки высокого разрешения. Полёты представляли собой глубокое вторжение в воздушное пространство СССР на высоте 19 000—21 000 м продолжительностью два-четыре часа. Они позволили получить большой объём разведывательной информации — определить многие элементы советской системы ПВО, алгоритмы её действия, аэродромы базирования истребителей-перехватчиков, позиции зенитной артиллерии, радиолокационных станций. Были отсняты другие важные оборонные объекты СССР, такие как базы Военно-морского флота. Несмотря на опасения международного скандала, Эйзенхауэр не смог устоять перед соблазном получать разведывательные данные такого качества. U-2 выполнял полёты на высотах, недостижимых для истребителей того времени. Также считалось, что советские ракеты не могут достигать такой высоты.
В июле 1956 года было выполнено пять полётов — глубоких вторжений в воздушное пространство европейской части СССР, и факт вторжения был зафиксирован советскими средствами ПВО. В ноте от 10 июля 1956 года правительство СССР охарактеризовало действия США как «преднамеренное действие определённых кругов США, рассчитанное на обострение отношений между Советским Союзом и Соединёнными Штатами Америки», и потребовало прекратить разведывательные полёты. Однако в январе 1957 года полёты U-2 над территорией СССР возобновились. Самолёты начали вторгаться глубже, фотографируя территорию Казахстана и Сибири. Военных и ЦРУ интересовали позиции ПВО и полигоны Капустин Яр, а также обнаруженные ранее полигоны Сары-Шаган и Тюра-Там (Байконур). До полёта Пауэрса в 1960 году самолёты U-2 вторгались в воздушное пространство СССР не менее двадцати раз.
Предполагается, что в ходе своего визита в США 10 июля 1957 года премьер-министр Пакистана Хусейн Сухраварди уведомил Эйзенхауэра о разрешении на создание в его стране секретного разведывательного подразделения, официальное соглашение о создании комплекса в Пешаваре было заключено два года спустя. База, расположенная в Бадабере (10 км от Пешавара), использовалась АНБ для радиоэлектронной разведки. Также пакистанская сторона одобрила использование ЦРУ аэропорта Пешавар для совершения полётов U-2 над Советским Союзом.
9 апреля 1960 года самолёт U-2 под управлением Боба Эриксона совершил пролёт над советской территорией, засняв множество сверхсекретных военных объектов — Семипалатинский ядерный полигон, авиабазу стратегических бомбардировщиков Ту-95, полигоны Сары-Шаган и Тюра-Там. По тревоге были подняты средства ПВО, но межведомственная неразбериха и неготовность к проведению таких операций не позволили атаковать самолёт-нарушитель.

### Сложности полётов
По рассказам Пауэрса, разведывательные полёты были очень сложны для пилотов как физически, так и психологически. Опасность иногда представляли и сами объекты съёмки. Так, во время полёта 9 апреля 1957 года пилот Боб Эриксон прошёл над Семипалатинским полигоном и в прицельном устройстве увидел установленную на башню и готовую к подрыву ядерную бомбу.
Помимо всего этого, самолёт U-2 требовал от пилота значительных умственных и физических затрат на управление. Из-за особенностей конструкции, создававших проблемы при полёте на малых скоростях, посадку приходилось осуществлять при помощи коллег-пилотов, передававших данные о расстоянии до полосы и ориентации аппарата из следовавшего за самолётом автомобиля (в 1950-х и 1960-х годах это были обычные грузовики, с 1990-х годов используются такие спортивные автомобили как Chevrolet Camaro и Pontiac GTO). 

## Инцидент

### Подготовка и начало полёта

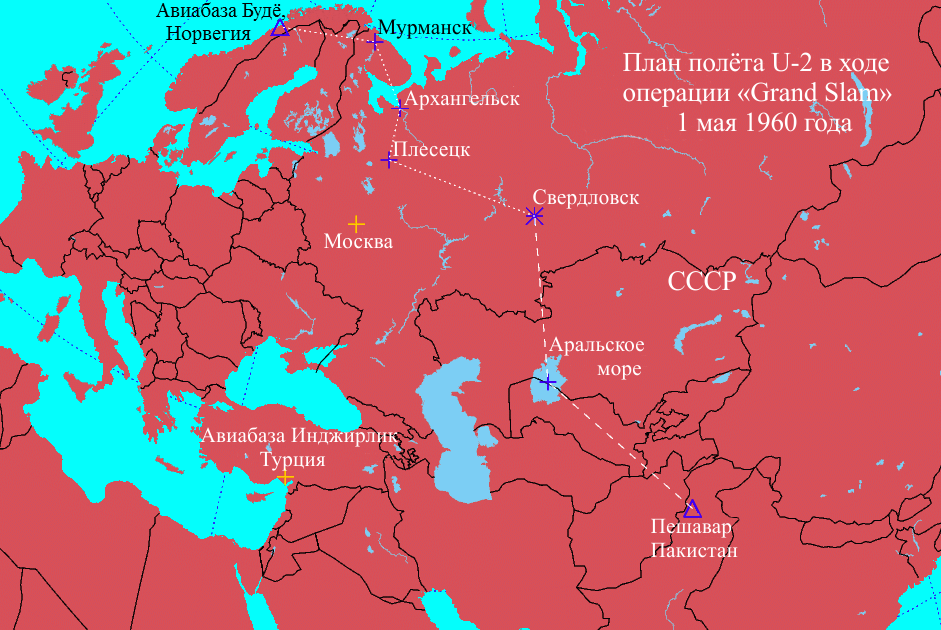
План полёта U-2 в ходе операции «Grand Slam» 1 мая 1960 года

В рамках операции под кодовым названием Grand Slam в конце апреля 1960 года планировался полёт U-2 с пакистанской авиабазы Пешавар через Афганистан над советской территорией по маршруту Сталинабад — Аральское море — Челябинск — Свердловск — Киров — Архангельск — Северодвинск — Кандалакша — Мурманск с посадкой на норвежской авиабазе Будё. 28 апреля с турецкой авиабазы Инджирлик в Пешавар перелетел Lockheed U-2C с заводским номером 358. Топливо для него было доставлено 27 апреля на C-124 ВВС США, а позже самолёт C-130 доставил наземную команду техников, основного пилота — Фрэнсиса Пауэрса и запасного — Боба Эриксона. 29 апреля экипаж узнал, что вылет откладывается на один день. Тогда Эриксон перегнал номер 358 обратно в Инджирлик, а пилот Джон Шинн пригнал U-2C с заводским номером 360. Однако 30 апреля вылет опять задержали на один день из-за пасмурной погоды над советской территорией.
К 1 мая погода улучшилась и в 5:00 мск пилотируемый Пауэрсом U-2C с заводским номером 360 и бортовым 56-6693 без опознавательных знаков вылетел из Пешавара. Для Пауэрса это был уже 28-й полёт на самолётах U-2. Миновав Афганистан, в 5:36 самолёт-разведчик пересёк границу воздушного пространства Советского Союза в двадцати километрах юго-восточнее Кировабада (Таджикская ССР), находясь на высоте 18 000—21 000 м и летя со скоростью 720—780 км/ч. Сделав снимки МБР на космодроме Байконур, Пауэрс также совершил пролёт Магнитогорска и Челябинска. Следующим пунктом маршрута, ставшим последним для Пауэрса, был расположенный между Челябинском и Свердловском город Челябинск-40 (ныне Озёрск), где находится завод «Маяк», занимавшийся тогда производством оружейного плутония, используемого при изготовлении ядерного оружия.

### Официальная версия инцидента
Ранним утром в Москве уже знали о полёте самолёта-нарушителя над территорией СССР, и к шести часам система ПВО страны была приведена в повышенную боеготовность. В частности, командирам авиационных частей был отдан приказ: «Атаковать нарушителя всеми дежурными звеньями, что в районе полёта иностранного самолёта, при необходимости — таранить». На аэродроме Кольцово случайно оказались два самолёта Су-9 — их перегоняли с завода в авиачасть капитаны Игорь Ментюков и Анатолий Сакович. Самолёты не были готовы к бою, отсутствовало вооружение, лётчики были без высотно-компенсирующих костюмов, но практический потолок у самолётов был 20 000 м. Капитан Ментюков получил приказ перехватить U-2 (таранить его) на подходе к Свердловску, Су-9 был поднят в 8:28. Однако из-за ошибок оператора наведения на командном пункте (КП) и отказа бортовой РЛС таран не состоялся. Ментюков смог сделать только одну попытку из-за нехватки топлива, так как на такую высоту Су-9 поднимался в режиме форсажа, к тому же, по его рассказу, в это время начали работать зенитные ракетчики.
В докладе главнокомандующего Войсками ПВО маршала С. С. Бирюзова министру обороны СССР маршалу Р. Я. Малиновскому 2 мая 1960 года отмечено: «5-й зенитный ракетный дивизион (командир — подполковник И. И. Новиков) 37-й зенитной ракетной бригады, несмотря на большую дальность, произвёл пуск одной ракеты, но безрезультатно, так как цель была вне зоны поражения зрдн». Пуск был произведён в 8:46. В открытой печати об этом ракетном пуске не сообщалось.

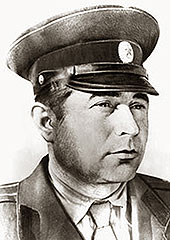
Командир 2-го дивизиона майор М. Р. Воронов

В 8:53 U-2 был сбит ракетой ЗРК С-75 2-го дивизиона 57-й зенитной ракетной бригады. Обязанности командира дивизиона (дивизион по случаю праздника был в неполном составе) выполнял начальник штаба майор Михаил Воронов. В цель попала самая первая ракета, две другие не сошли с направляющих по техническим причинам. В результате U-2, шедший на высоте приблизительно 20 700 м, развалился, а на экранах локаторов многочисленные отметки были восприняты как поставленные самолётом помехи, поэтому соседний 1-й дивизион (Монетный), которым командовал капитан Николай Шелудько, дал залп и по этим целям (приказ с КП на открытие огня поступил в 8:55). Более 30 минут после уничтожения самолёта и на КП полка, и на КП армии ПВО считали, что он продолжает полёт.

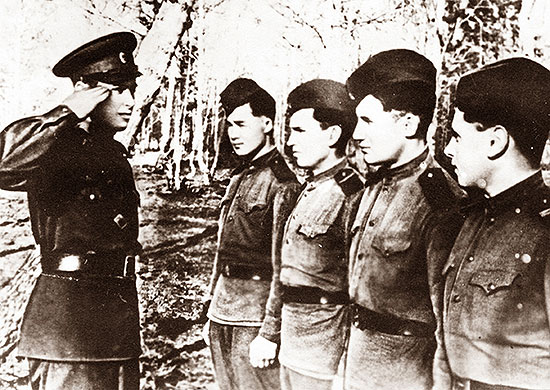
Боевой расчёт, отличившийся при уничтожении U-2

Взорвавшись позади самолёта, боевая часть ракеты осколками поразила хвостовое оперение и двигатель (либо, по некоторым данным, вызвала ударную волну, приведшую к перевороту самолёта и поломке крыльев), после чего U-2 начал падать. Пауэрса зажало между приборной панелью и сиденьем, поэтому он не мог воспользоваться катапультой, не повредив ноги. Он был проинструктирован, что при вынужденном спуске на территорию СССР должен привести в действие систему ликвидации самолёта и по возможности избежать пленения. Однако в этой ситуации, поняв примерно на высоте 9000 м невозможность катапультирования, Пауэрс открыл фонарь кабины и с большим трудом покинул самолёт, после чего автоматически раскрылся парашют — это было на высоте около 4000 м. Самолёт рухнул близ деревни Поварня. Сам лётчик приземлился на поле у села Косулино, где был задержан местными жителями.

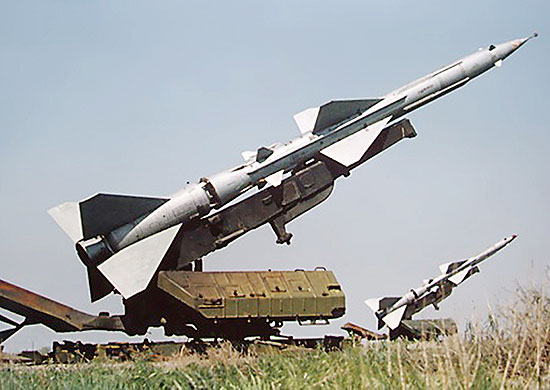
Зенитный ракетный комплекс С-75

Спустя полчаса после уничтожения U-2, в 4-м дивизионе 57-й бригады, которым командовал майор А. Шугаев (Старые Решёты), за цель приняли вылетевшую на перехват U-2 пару истребителей МиГ-19, пилотируемых капитаном Борисом Айвазяном и старшим лейтенантом Сергеем Сафроновым. Одной из ракет ЗРК С-75 самолёт Сафронова был сбит в 9:23 на высоте 11 000 м, лётчик погиб, хотя и катапультировался. Борис Айвазян сманеврировал, совершив резкое пикирование до высоты 2000 м, и с большой перегрузкой вывел самолёт на высоту около 300 м (по другим источникам, около 500 м), уйдя таким образом из зоны действия ракеты.
Последующее расследование установило, что ответчик системы опознавания «свой-чужой» на самолёте Сафронова был включён, но аппаратура опознавания самолётов в 4-м дивизионе 57-й бригады была неисправна, поэтому оба самолёта были приняты за противника. Причиной гибели лётчика послужила плохая работа боевого расчёта главного командного пункта армии ПВО. Начальники родов и служб не сообщали о принятых решениях на главный командный пункт, который, в свою очередь, не информировал об обстановке командиров частей и соединений. В 57-й бригаде не знали о нахождении истребителей в воздухе.

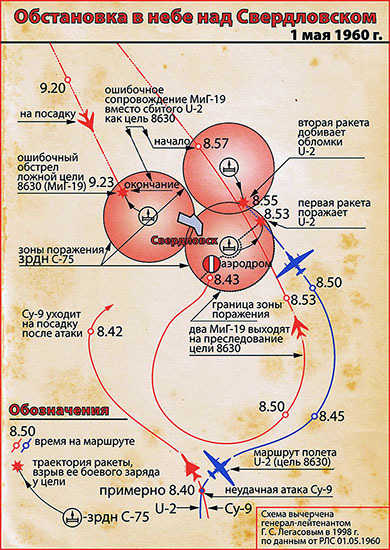
Схема обстановки в небе над Свердловском, подготовленная в 1998 году генерал-лейтенантом Г. С. Легасовым по данным от РЛС на 1 мая 1960 года

Всего в ходе пресечения полёта U-2 было выпущено восемь зенитных ракет. Как отмечает В. Самсонов, в официальных донесениях фигурирует цифра семь. Первая ракета повредила хвостовое оперение U-2, после чего самолёт стал падать и в зоне поражения соседнего дивизиона был обстрелян тремя ракетами, остальные три ракеты были пущены по истребителю Миг-19, но в действительности было израсходовано восемь ракет — восьмую пустил по истребителю Су-9 дивизион подполковника Новикова соседней ракетной части (37-я бригада), которой командовал полковник Ф. И. Савинов. Поначалу Савинов был убеждён, что именно его дивизион сбил U-2, не зная, что кроме нарушителя в небе был свой истребитель, но затем был вынужден признать ошибку.

### Вылеты истребителей на перехват U-2
В 5:33 самолёт-нарушитель был обнаружен радиолокационной станцией ПВО на дальности 130 км, но высота была ошибочно определена в 9000 м. На перехват цели были подняты два МиГ-15бис с аэродрома Кокайты (в 5:41) и ещё два МиГ-15бис с аэродрома Чирчик (в 5:48). Истребители поднялись на высоту 13 000—14 000 м, но нарушителя не обнаружили, так как он летел примерно на 6000 м выше. К этому времени высота полёта цели была измерена радиолокационным высотомером ПРВ-10 и составила 19 000 м.
В 7:26 с аэродрома Троицк (Челябинская область), за неимением высотных истребителей, была поднята пара МиГ-15бис, но цель прошла значительно выше истребителей.
В 7:40 с аэродрома Кольцово был поднят «безоружный» Су-9, пилотируемый капитаном Анатолием Саковичем, с приказом: «Цель реальная и должна быть уничтожена, вплоть до тарана». Сакович решил сблизиться с противником и на превышении «резануть» U-2 форсажной струёй. Су-9 был выведен в район 150 км южнее Троицка — 450 км от аэродрома вылета. По приказу с КП лётчик сбросил баки и включил форсаж, но из-за ошибочных данных по высоте цели (на КП устойчиво выдавалось 10 000 м) лётчик выше 12 000 м не поднимался и цель не обнаружил. Затем кончилось горючее и была вынужденная посадка на грунтовый (впервые в истории ПВО для Су-9) аэродром Троицка. Саковичу поступил приказ срочно подготовиться к повторному вылету, но его отменили, так как в воздухе уже находился капитан Ментюков. Впоследствии московская комиссия признала действия Саковича правильными — его наградили часами «Сатурн».
В 8:28 (8:10, 8:14) с аэродрома Кольцово был поднят второй Су-9 (капитан Ментюков). Пункт наведения оказался неподготовленным к наведению истребителя Су-9 — сначала он был выведен на 10—12 км правее цели, а при повторном наведении на цель команда на отключение форсажа была подана преждевременно, из-за чего истребитель потерял высоту и наведение не состоялось. В 8:52 капитан Ментюков произвёл посадку на аэродром Кольцово.
В 8:43 с аэродрома Кольцово были подняты два МиГ-19 (капитан Айвазян и старший лейтенант Сафронов). В 9:23 по самолёту Сафронова было выпущено три ракеты, самолёт был сбит, лётчик погиб.
В 8:55 с аэродрома Большое Савино (Пермь) был поднят один МиГ-19П (капитан Гусев), а в 9:24 с аэродрома Кольцово — повторно Су-9 (капитан Ментюков), которые вскоре были посажены на свои аэродромы, поскольку ситуация наконец прояснилась.

## Последствия инцидента

### Ведомственные
За уничтожение американского самолёта-разведчика были награждены орденами Красного Знамени майор М. Р. Воронов, капитан Н. И. Шелудько, старший лейтенант С. И. Сафронов; орденами Красной Звезды — лейтенант Г. Д. Букин, старший лейтенант Э. Э. Фельдблюм, капитан В. В. Чернушкевич, капитан В. И. Кулагин, ещё четырнадцать военнослужащих награждены медалями «За отвагу» и «За боевые заслуги».
Первый заместитель командующего войсками 4-й отдельной армии ПВО Уральского военного округа генерал-майор Иван Солодовников, отдавший приказ уничтожить неопознанную цель на высоте 11 000 м, был отправлен в отставку. Исполнявшему обязанности командира 57-й зенитной ракетной бригады полковнику С. В. Гайдерову за гибель истребителя МиГ-19 объявили служебное несоответствие, а затем сняли с должности, майору А. Шугаеву, сбившему истребитель, объявили полное служебное несоответствие и через некоторое время уволили из Вооружённых Сил.

### Политические

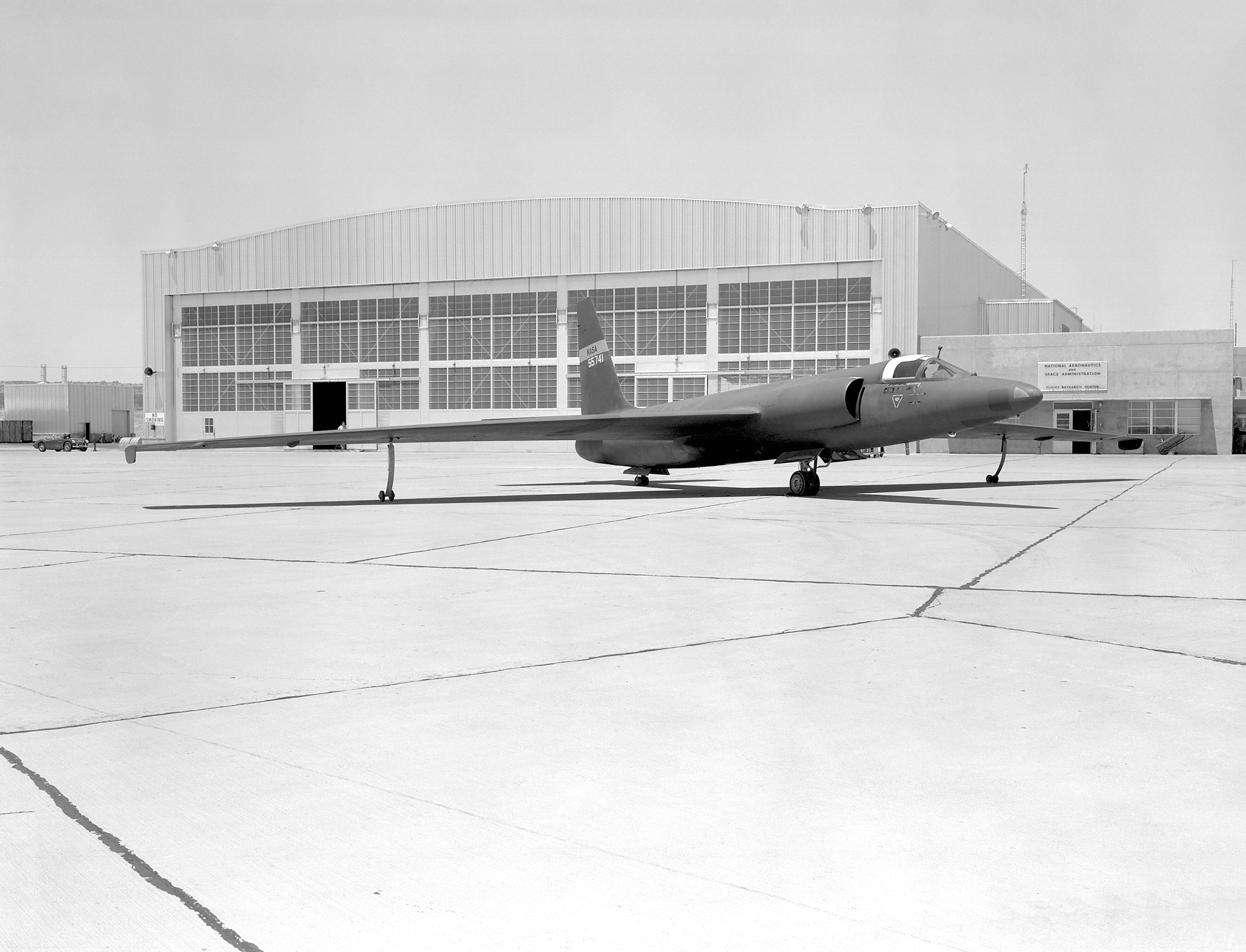
U-2 с опознавательными знаками НАСА и вымышленным серийным номером в Центре лётных исследований НАСА на базе ВВС Эдвардс 6 мая 1960 года

3 мая правительство США заявило, что самолёт U-2, использовавшийся в программе изучения метеорологических условий, пропал 1 мая, находясь в воздушном пространстве Турции, и мог разбиться в озере Ван после того, как пилот сообщил о неисправности кислородного оборудования.
Сообщение о сбитом американском самолёте (без подробностей происшествия) прозвучало 5 мая 1960 года в докладе Хрущёва на сессии Верховного Совета СССР. В тот же день представитель Госдепартамента США заявил, что 1 мая самолёт U-2 производил исследование погоды, брал пробы воздуха в верхних слоях атмосферы в районе советско-турецкой границы, но из-за неисправности кислородного питания пилот потерял сознание, а самолёт сбился с курса и залетел на территорию СССР. НАСА, под прикрытием которого выполнялись полёты, выпустило подробный пресс-релиз, повторяющий эту легенду. Для подкрепления легенды один из самолётов U-2 был срочно окрашен опознавательными знаками НАСА с вымышленным серийным номером и выставлен для средств массовой информации в Центре лётных исследований НАСА на базе ВВС Эдвардс 6 мая 1960 года.
В докладе на той же сессии Верховного Совета 7 мая Хрущёв сообщил, что пилот сбитого самолёта-шпиона жив и даёт показания и имеются документальные подтверждения, что самолёт попал на территорию СССР с разведывательной миссией. На пресс-конференции 11 мая Эйзенхауэр уже не смог уклониться от признания факта проведения шпионских полётов в воздушном пространстве СССР, ведущихся на протяжении нескольких лет.

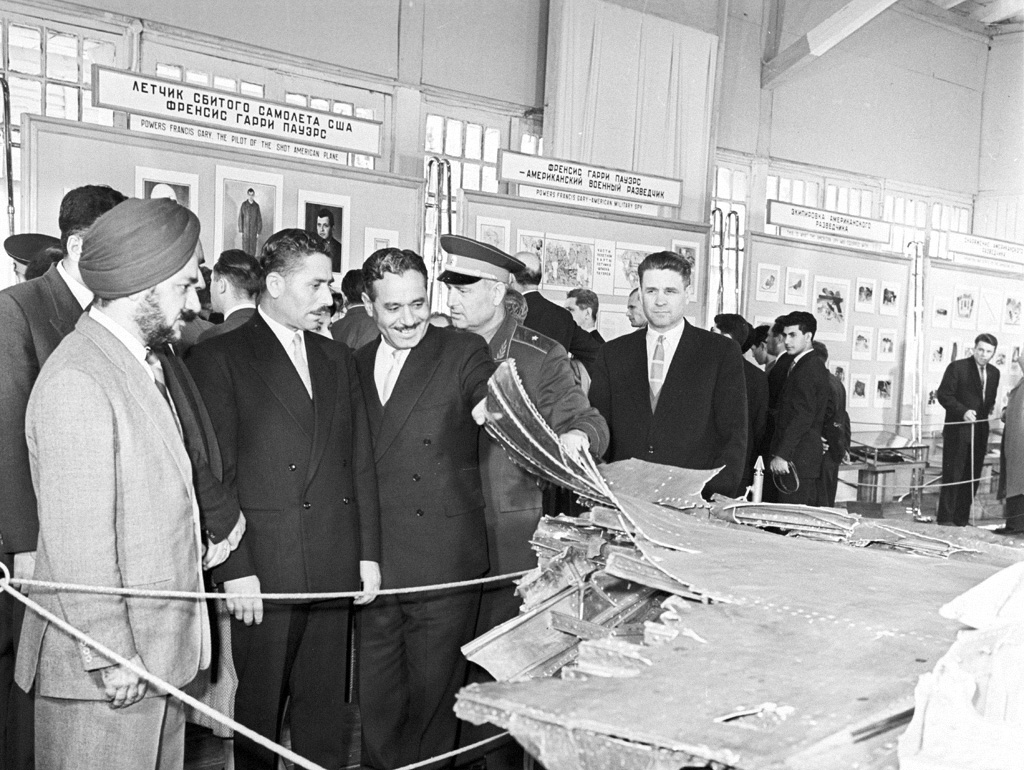
Военные атташе иностранных государств на выставке останков сбитого самолёта в ЦПКиО в мае 1960 года

Накануне полёта Пауэрса в Париже шла подготовка к встрече в верхах (саммиту) с участием руководителей СССР, США, Великобритании и Франции — первое за последние пять лет мероприятие на столь высоком уровне. На саммите планировалось обсудить вопросы статуса разделённой Германии, а также наметить диалог между западными странами и СССР по различным вопросам мирного сосуществования, включая возможность контроля над вооружениями, ограничения ядерных испытаний и ослабление напряжённости между СССР и США. Возникший шпионский скандал не только провалил повестку саммита, но и усилил напряжённость между сверхдержавами. Саммит прошёл всего за один день, в конце которого, 16 мая, и Хрущёв, и Эйзенхауэр выступили с заявлениями касательно происшествия. Хрущёв в свойственной ему риторике обвинил США в вероломстве и потребовал от Эйзенхауэра принести публичные извинения за инцидент с самолётом U-2 и впредь прекратить полёты разведывательных самолётов над советской территорией. Эйзенхауэр в свою очередь, уже не отрицая того, что шпионские полёты имели место, выразил только сожаления о случившемся. Не видя встречных шагов от американской стороны, Хрущёв отменил приглашение советской стороны Эйзенхауэру посетить СССР.
16 мая 1960 года, накануне встречи Хрущёва и Эйзенхауэра в Париже, американские вооружённые силы были приведены в повышенную боевую готовность (DEFCON 3). Противостояние сверхдержав ушло в очередной виток холодной войны.

### Личные
Фрэнсис Пауэрс был задержан в СССР и предстал перед судом. Судебные слушания проходили 17—19 августа 1960 года в Колонном зале Дома Союзов. Обвинительное заключение за подписью председателя КГБ Александра Шелепина квалифицировало действия Пауэрса по Статье 2 Закона СССР «Об уголовной ответственности за государственные преступления», предусматривавшей смертную казнь. Утвердивший обвинительное заключение и поддерживающий государственное обвинение в суде Генеральный прокурор СССР Роман Руденко запросил суд приговорить Пауэрса к пятнадцати годам лишения свободы.

Пауэрс сотрудничал со следствием и подробно отвечал на задаваемые ему в ходе судебного заседания вопросы. В последнем слове Пауэрс заявил: 

Я обращаюсь к суду с просьбой судить меня не как врага, а как человека, который не является личным врагом русских людей, человека, который никогда ещё не представал перед судом ни по каким обвинениям и который глубоко осознал свою вину, сожалеет о ней и глубоко раскаивается.

Суд приговорил Пауэрса к лишению свободы на десять лет, с отбыванием первых трёх лет в тюрьме. Приговор был окончательным и обжалованию не подлежал.

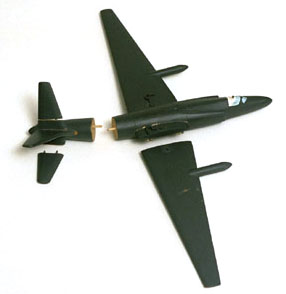
Деревянная модель самолёта, использованная Пауэрсом при даче им свидетельских показаний в сенате США. Отделяемые части показывали характер разрушения самолёта при поражении

После обмена на Абеля и Прайора и после возвращения в США Пауэрс был обвинён в нарушении служебных инструкций, однако военное дознание и расследование сенатского подкомитета по делам вооружённых сил сняли с него все обвинения. На допросе 13 февраля 1962 года Пауэрс подробно рассказал сотруднику ЦРУ обстоятельства, связанные с поражением и падением U-2.

По рассказу Пауэрса, после того как он почувствовал сзади и правее кабины взрыв, то сразу посмотрел вверх и увидел вокруг оранжевую вспышку. Опустив голову, он заметил, что правое крыло начало заваливаться, и стал выравнивать самолёт. Сначала это удалось, но неожиданно нос U-2 круто пошёл вниз. Пилот потянул за ручку управления, но связи между ней и хвостовым оперением не было — такое могло произойти только при отрыве хвоста. Падая, самолёт стал вращаться. В какой-то момент крылья под натиском воздуха сложились и оторвались от фюзеляжа, после чего самолёт перевернулся и стал падать носом кверху. Пауэрс начал соскальзывать с кресла, пока не был остановлен ремнём, врезавшимся ему в грудь. Один из приборов показал, что двигатель заглох. Падение, судя по движению стрелки высотомера, происходило с большой скоростью. Оказавшись вниз головой, Пауэрс из-за больших перегрузок не смог вернуть положение в кресле, а держался на одних ремнях. Его ноги упёрлись в приборную доску, прямо над которой находилась металлическая часть фонаря, о которую он обязательно бы ударился в случае катапультирования, кроме того, он бы лишился и ног. Не имея возможности катапультироваться, Пауэрс не стал включать механизм подрыва самолёта, так как взрыв произошёл бы уже через 70 секунд. Поэтому, оторвав мешавшую приборную панель, на высоте 10 000 м (34 тысячи футов) он открыл фонарь кабины и попытался включить механизм подрыва, но из-за больших перегрузок не смог дотянуться до переключателя. На 5000 м (15 тысячах футов) он оборвал кислородный шланг и отделился от кабины самолёта.
Пауэрс продолжил работу в военной авиации, но данных о его дальнейшем сотрудничестве с разведкой нет. В период с 1963 по 1970 год он работал в Lockheed лётчиком-испытателем. Посмертно награждён Медалью военнопленного, Крестом за выдающиеся лётные заслуги, Медалью за службу национальной обороне и Серебряной Звездой, третьей по значимости военной наградой США — за то, что «стойко отверг все попытки получить жизненно важную информацию об обороне или быть эксплуатируемым в целях пропаганды».

## Последующие версии инцидента

### Игорь Ментюков
В 1996 году в газете «Труд» был опубликован рассказ бывшего лётчика-истребителя Игоря Ментюкова, утверждающего, что U-2 сбил именно он, что выполняя приказ таранить нарушителя на высоте около 20 000 м, в самый последний момент он увидел самолёт Пауэрса в непосредственной близости, под собой чуть справа, и прошёл над ним. Вскоре он получил сообщение, что самолёт-нарушитель падает, и приказ идти на посадку. Возможно, как утверждал Ментюков, U-2 попал в оставленный самолётом Су-9 спутный след, что привело к разрушению его конструкции и потере управления.
Действительно, на обломках самолёта Пауэрса, выставленных на всеобщее обозрение в 1960 году в ЦПКО имени Горького, не было следов от взрыва боевой части ракеты, от осколков. Вместе с тем части самолёта, на которых эти следы были, тогда не показывали по соображениям секретности. Современная экспозиция обломков U-2 в Центральном музее Вооружённых Сил опровергает версию Игоря Ментюкова. Версию Игоря Ментюкова называют плодом фантазии журналистов и самого бывшего лётчика.

### Публикация 2010 года
В 2010 году в белорусском журнале «Армия» появилась статья, авторы которой ставят под сомнение истинность официальной версии.
Авторы отмечают, что в районе Кыштыма U-2 миновал два зенитных ракетных дивизиона 37-й зенитной ракетной бригады. Направляясь в сторону Свердловска, U-2 в районе озера Синара оказался в зоне поражения ещё двух дивизионов 37-й бригады — 5-й дивизион располагался в 6 км к югу от села Полдневая, а 6-й на западном берегу озера Щелкунское. По версии авторов статьи, боевой расчёт 5-го дивизиона в 8:46 произвёл первый эффективный пуск ракеты по реальной цели. Сложно установить, почему командование 37-й бригады тянуло с командой на пуск 5-му дивизиону, где командиром был подполковник Илья Новиков. Когда команда на пуск была отдана, пришлось стрелять вдогон на дальнюю границу зоны поражения.
После поражения цель некоторое время сопровождали с незначительной потерей высоты и с некоторым отклонением от прежнего курса. Когда Новиков доложил в штаб 37-й бригады о результатах стрельбы, там не поверили — в штабе была напряжённая атмосфера из-за того, что цель прошла над четырьмя дивизионами бригады и только в последний момент по ней успели пустить одну ракету. Когда командир 6-го дивизиона подтвердил попадание ракеты Новикова и снижение цели, которую вскоре вообще потеряли, в штабе уже приняли решение докладывать в штаб 19-го корпуса ПВО. Если допустить, что U-2 получил повреждения из-за осколочного воздействия от срабатывания боевой части ракеты, то у него могли быть повреждены отдельные важные системы без физического разрушения в воздухе и самолёт, имеющий хорошие аэродинамические качества, по мнению авторов, стал планировать, теряя высоту, и упал около деревни Поварня.
Подводя итог, авторы заявляют, что U-2 сбил дивизион подполковника Новикова, который единственный из всех участников противовоздушного боя стрелял вдогон цели — впервые в истории зенитно-ракетных войск, и это было единственное попадание в U-2. Дивизион майора Воронова, по всей видимости, обстрелял ракетой истребитель Су-9, оказавшийся впереди самолёта Пауэрса.
Версию о поражении U-2 дивизионом подполковника Новикова поддержал в 2020 году М. Ходарёнок. По его мнению, дивизионы майора Воронова и капитана Шелудько обстреливали уже обломки самолёта U-2, которые были приняты ими за пассивные помехи, якобы создаваемые нарушителем. В качестве довода он отмечает тот факт, что дивизион майора Воронова осуществил пуск только одной ракеты вместо положенных трёх.

### Трасса полёта U-2
В 2012 году были представлены две схемы с трассой полёта U-2 — «Данные от СРЦ ЗРВ» и «Данные РЛС РТВ 4 ОА ПВО». Трасса U-2 по данным от РЛС РТВ проходит вне зоны поражения 5-го дивизиона 37-й бригады. Полковник в отставке П. И. Старун, служивший в 1960 году в штабе 37-й бригады в должности старшего помощника начальника оперативного отделения, называет очень странным маршрут U-2 на документе с изображением проводки по данным РТВ и утверждает, что на КП 37-й бригады на планшете ДВО (дальней воздушной обстановки) был совсем иной маршрут — U-2, пройдя над «Маяком», шёл прямо на Свердловск и оказался как раз в коридоре между 5-м и 6-м дивизионами 37-й бригады.
Автор предложенной в 2020 году версии трассы U-2 отмечает, что по возвращении в США Пауэрса подвергли допросам в ЦРУ, стенограммы которых опубликованы. На подлёте к Свердловску, на границе выхода из зоны ведения 37-й бригады, самолёт повернул вправо, после чего влево — на северо-западный курс, который, по словам Пауэрса, должен был пройти над неким аэродромом южнее Свердловска (возможно, имелся в виду Арамиль, в те годы там была военная база) и южными окраинами города. По словам Пауэрса, U-2 был сбит в тот момент, когда ложился на северо-западный курс. Автор, ссылаясь также на рассказы очевидцев — участников первомайской демонстрации в Свердловске, предполагает, что дивизион Воронова сбил U-2 примерно над посёлком Елизавет в Чкаловском районе Свердловска. Точка поражения совпадает с описанной Пауэрсом трассой U-2, хотя получается, что он в этот момент не ложился на северо-западный курс, а уже лёг на него.

### Критика
Публикации авторов, поддерживающих версию о поражении U-2 зенитным ракетным дивизионом подполковника Новикова, подверг критике директор музея войск ПВО Юрий Кнутов. Первая статья Ю. Кнутова с критикой версий Б. Самойлова и С. Селина была опубликована в 2012 году. В статье, в частности, отмечается, что расстояние по прямой между станциями Полдневая (дивизион Новикова) и Косулино (дивизион Воронова) составляет 67,5 км, а по версии, например С. Селина, U-2 после поражения каким-то образом смог преодолеть расстояние более 50 км (до места падения хвоста самолёта — самой удалённой от дивизиона Новикова точки разброса обломков).
Ссылаясь на рассекреченные в 2002 году документы ЦРУ, Ю. Кнутов утверждает, что в результате подрыва боевой части ракеты U-2 никуда не полетел, а вошёл в плоский штопор, развернулся на 180º и, падая, разрушился. В опубликованной в 2017 году статье Ю. Кнутова приводится краткое изложение содержания протокола, составленного сотрудником ЦРУ. Отвечая на вопросы, Пауэрс сказал, что не было никакого длительного выравнивания и последующего полёта самолёта — U-2 развалился на высоте 70 000 футов (21 км) очень быстро и сразу же стал падать. Огня Пауэрс тоже не заметил, а спускаясь на парашюте, увидел плывущий в воздухе большой фрагмент самолёта.

## Недостаток информации
Нарушение границы СССР американским самолётом и ведение разведки с целью получения секретной информации о военных и оборонных объектах квалифицировалось в 1960-е годы как тяжкое государственное преступление. Поэтому кроме Министерства обороны расследованием инцидента занимался Комитет государственной безопасности СССР (КГБ). В связи с тем, что в ходе уничтожения самолёта-нарушителя был сбит истребитель МиГ-19 и погиб старший лейтенант С. И. Сафронов, к расследованию подключилась Главная военная прокуратура СССР, находящаяся в структуре Генеральной прокуратуры. Есть все основания считать, что одновременно велись три независимых расследования.
Если с попытками Минобороны скрыть какие-либо нежелательные факты противовоздушного боя ещё как-то можно согласиться, то невозможно допустить подтасовку документов со стороны КГБ или Генеральной прокуратуры в интересах отдельных офицеров и генералов Войск ПВО. Следовательно, окончательные выводы о том, кто сбил самолёт Пауэрса, а кто старшего лейтенанта С. И. Сафронова, были сделаны не в Министерстве обороны, а на основании трёх независимых докладов, поступивших к высшему руководству СССР. Причём, если материалы расследования комиссии Министерства обороны по состоянию на 2012 год были доступны для изучения, то материалы двух других ведомств были всё ещё закрыты.

## В культуре
- В 1960 году спичечная фабрика «Красная звезда» после этих событий выпустила спичечную этикетку «Кулаком по США», где кулак с символикой «Серп и молот» разбивает американский самолёт с надписью «US» на крыле.
- В фильме «Укрощение огня» 1972 года упоминается данный инцидент.
- В 1985 году об этих событиях был снят советский художественный фильм «Мы обвиняем».
- В 2009 году режиссер Сергей Кожевников снял художественно-документальный фильм «Прерванный полёт Гарри Пауэрса»[54].
- Вербовка Пауэрса в ЦРУ, подготовка к полётам и уничтожение самолёта показаны в американском фильме 2015 года «Шпионский мост».
- Дипломатической подоплёке инцидента с U-2 посвящён первый сезон российского сериала «Оптимисты» (2016).